# Філіп Кішш
Філіп Кішш (також Філіп Кісс, словац. Filip Kiss, нар. 13 жовтня 1990, Дунайська Стреда) — словацький футболіст, півзахисник шотландського «Росс Каунті» та національної збірної Словаччини.

## Клубна кар'єра
Народився 13 жовтня 1990 року в місті Дунайська Стреда. Вихованець футбольної школи клубу «Інтер» (Братислава). 2008 року почав залучатися до основної команди того ж клубу,  в матчах  чемпіонату за неї, втім, так і не дебютувавши. 
Згодом з 2009 по 2011 рік грав у складі команд клубів «Петржалка» та «Слован», а 21 липня 2011 року був відданий в оренду до валійського «Кардіфф Сіті».
У складі «Кардіфф Сіті]» досить добре себе зарекомендував, і в липні 2012 року валійці викупили контракт словацького півзахисника . Втім як повноцінний гравець кардіфського клубу Філіп протягом наступних 1,5 років у матчах англійської першості провів лише дві гри і в січні 2914 року погодився перейти на умовах оренди до шотландського «Росс Каунті».
У травні 2014 повернувся до «Кардіфф Сіті», втім вже за декілька місяців знову відправився до «Росс Каунті», цього разу за орендним договором, розрахованим на повний сезон.

## Виступи за збірні
2008 року дебютував у складі юнацької збірної Словаччини, взяв участь у 11 іграх на юнацькому рівні, відзначившись 2 забитими голами.
Протягом 2010–2012 років залучався до складу молодіжної збірної Словаччини. На молодіжному рівні зіграв у 14 офіційних матчах, забив 1 гол.
2014 року дебютував в офіційних матчах у складі національної збірної Словаччини. Наразі провів у формі головної команди країни 3 матчі.